# نرجسية

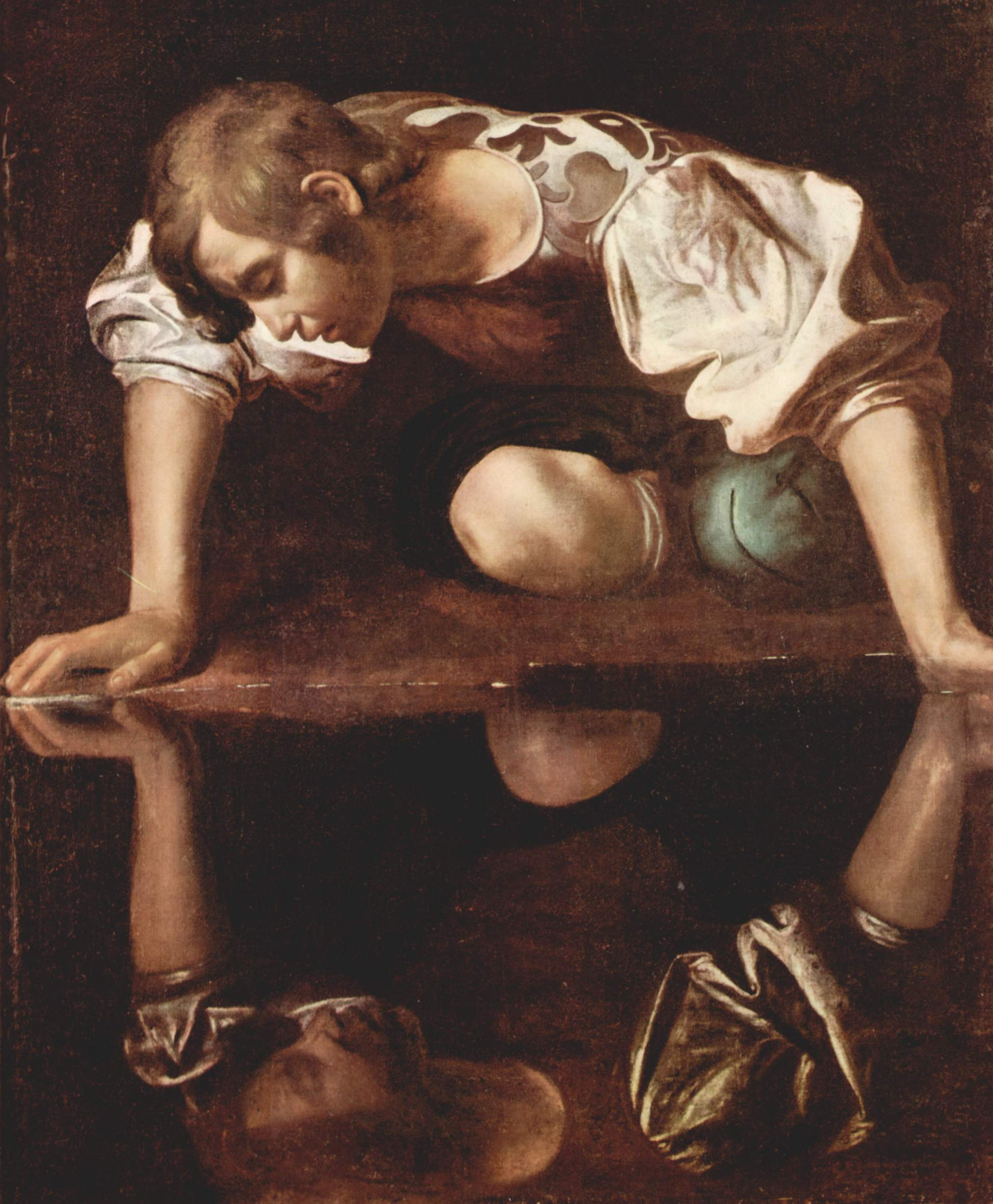
نركسوس رسمها كارافاجيو وفيها ينظر نركسوس لجماله ويفتن بحب نفسه.

النرجسية تعني حب النفس أو الأنانية، وهو اضطراب في الشخصية حيث تتميز بالغرور، والتعالي، والتكبر، والشعور بالأهمية ومحاولة الكسب ولو على حساب الآخرين. وهذه الكلمة نسبة إلى أسطورة يونانية، ورد فيها أن نركسوس كان آية في الجمال وقد عشق نفسه حتى الموت عندما رأى وجهه في الماء.
كما تُعدّ النرجسية مشكلة اجتماعية أو ثقافية. وتمثل إحدى العوامل في نظرية السمات المستخدمة في عدة استبيانات ذاتية لتقييم الشخصية. وهي إحدى سمات الشخصيات الثلاثة في ثالوث الظلام إلى جانب كل من المكيافيلية والاعتلال النفسي. عادةً ما تمثل النرجسية مشكلة في علاقات الفرد مع ذاته أو مع الآخرين باستثناء النرجسية الصحية. يجدر الإشارة إلى اختلاف النرجسية عن مفهوم مركزية الذات.

## الشخصية النرجسية
الصفة الأساسية في الشخصية النرجسية هي الأنانية فالنرجسي عاشق لنفسه ويرى أنه الأجمل وأن يحسب الناس أقل منه جمالا ولذلك فهو يُبيح لنفسه استغلال الناس والسخرية منهم.
والنرجسي يهتم كثيرا بمظهره وأناقته ويدقق كثيرا في اختيار ملابسه ويعنيه كيف يبدو في عيون الآخرين وكيف يثير إعجابهم، ويستفزه التجاهلُ من قبلهِم جداً، ويحنقه النقد ولا يريد أن يسمع إلا المديح وكلمات الإعجاب.
كما يصاحب الشخصية شعور غير عادي بالعظمة، يسيطر على صاحبها حب الذات وأهميتها، وأنه شخص نادر الوجود أو أنه من نوع
خاص فريد لايمكن أن يفهمه إلا خاصة الناس. ينتظر من الآخرين احتراماً من نوع خاص لشخصه وأفكاره، وهو استغلالي، ابتزازي
وصولي يستفيد من مزايا الآخرين وظروفهم في تحقيق مصالحه الشخصية، وهو غيور، متمركز حول ذاته يستميت من أجل الحصول
على المناصب لا لتحقيق ذاته وإنما لتحقيق أهدافه الشخصية.
ويميل النرجسيون نحو إعطاء قيمة عالية لأفعالهم وأفضالهم والبحث عن المثالية في آبائهم أو بدائل آبائهم من حيث المركز والعطاء.

## الأعراض والعلامات
يشير توماس إلى أن معظم النرجسيين عادة يملكون بعض، وأحيانا كل، الصفات التالية:
- ثمة مثال واضح في التركيز على الذات في العلاقات الشخصية
- مشاكل في الحفاظ على علاقات طبيعية
- نقص الوعي النفسي (انظر البصيرة في علم النفس والطب النفسي)
- صعوبة في ابداء التعاطف
- مشاكل التمييز بين الذات والآخرين
- فرط الحساسية للأي إهانات أو شتائم متخيلة (انظر النقد والنرجسية والغضب النرجسي والإصابة النرجسية)
- التعرض للعار بدلا من الشعور بالذنب
- لغة الجسد المتعجرفة
- الإطراء الزائد تجاه الناس الذين نعجب بهم، (الإطراء النرجسي)
- كرهه أولئك الذين لا نعجب لهم (الاعتداء النرجسي)
- استخدام الأشخاص الآخرين دون النظر في تكلفة القيام بذلك
- التظاهر ليكون الشيء أكثر أهمية مما هو عليه بالفعل
- المفاخرة (بمهارة وثبات) والمبالغة في إنجازاتهم
- يدعي أنه «الخبير» في أشياء كثيرة
- عدم القدرة على النظر إلى العالم من منظور الآخرين
- الحرمان من الندم والامتنان

## خطايا النرجسية المميتة السبعة لهوتشكيس
عرفت هوتشكيس ما أسمته «خطايا النرجسية المميتة السبعة» في كتابها وهي 
1. الخزي أو العار: هو الشعور الذي يتربص تحت كل الشخصيات غير الصحية المصابة بالنرجسية، وعدم القدرة على معالجة عيب بطرق صحية.
2. التفكير السحري: النرجسيون يرون أنفسهم أفضل، وذلك باستخدام تشويه والوهم المعروف باسم التفكير السحري. أنها تستخدم أيضا لتفريغ العار بإسقاطه على الآخرين.
3. الغطرسة أو التكبر: النرجسي الذي يشعر بالدونية أو تقلص الحجم الاجتماعي، فإنه يسعى لاعادة نفخ نفسه بالحط من أشخاص آخرين أو اهانتهم.
4. الحسد: النرجسي يحاول تأمين الشعور بالتفوق في مواجهة قدرات شخص آخر متفوق باستخدام الازدراء للتقليل من مكانة ذلك الشخص الآخر.
5. الاستحقاق: النرجسيون لديهم توقعات غير معقولة من معاملة تفضيلية خاصة والامتثال التلقائي لهم لأنهم يعدّون أنفسهم الخاصة. ويعدّ عدم الامتثال هجوم على تفوقهم، ويعدّ مرتكب الجريمة شخص «أخرق» أو «صعب». التحدي لإرادته يسبب إصابة النرجسية التي يمكن أن تؤدي الي الغضب النرجسي.
6. الاستغلال: يمكن أن تتخذ أشكالا كثيرة ولكن دائما ينطوي على استغلال الآخرين دون اعتبار لمشاعر أو مصالحهم. في كثير من الأحيان سيكون الشخص الآخر في موقف الخنوع من الصعب أو حتى من المستحيل ان يبدي المقاومة. أحيانا الخنوع يكون افتراضياً أكثر من كونه حقيقياً.
7. الحدود السيئة: النرجسيون لا يعترفون أن لديهم حدود وأن الآخرين منفصلون وليسوا امتداداً لهم. وجود الآخرين إما لتلبية احتياجاتهم أو قد لا يوجدون على الإطلاق. يتم التعامل مع أولئك الذين يقدمون الخدمات النرجسية للنرجسي كما لو كانت جزءا من النرجسي، ومن المتوقع أن ترقى إلى مستوى تلك التوقعات. في ذهن النرجسي لا توجد حدود بين الذات والآخر.

## الأوجه السريرية والبحثية

### اضطراب الشخصية النرجسية
رغم أن معظم الأفراد لديهم بعض الصفات النرجسية، فإنه يمكن لمستويات عالية من النرجسية أن تعبر عن نفسها في شكل من المرض واضطراب الشخصية النرجسية (NPD)، حيث يغالي المريض بقدراته وتكون لديه حاجة مفرطة للإعجاب والتأكيد.
اضطراب الشخصية النرجسية NPD هو حالة تم تعريفها في كتاب الدليل التشخيصي والإحصائي للاضطرابات العقلية الإصدار 4 (DSM-4)، ولكن تم تقديم اقتراح لإزالته من الطبعة الخامسة للدليل التشخيصي الإحصائي.
يعاني بعض النرجسيون من صعوبة في الدخول بالعلاقات العاطفية وتجارب الحب والعشق.

### النرجسية الصحية
النرجسية الصحية هو الصدق المهيكل للذات، تحقيق الذات والتناسق مع الأشياء، والتزامن بين الأنا والأنا العليا والتوازن بين الدوافع الشهوانية والعدوانية (القدرة على الحصول على الإشباع من الآخرين (جذب)، والمحرك للتعبير عن الدفع (نبذ).

#### من العناصر المطلوبة ضمن التطور الطبيعي
النرجسية الصحية قد تكون موجودة في جميع الأفراد. يقول فرويد أن هذه حالة أصلية لتطور مكون الحب في الفرد. ويقول إن النرجسية الصحية هي جزء أساسي من التطور الطبيعي. ووفقا لفرويد يمكن أن ينظر إلى الحب من الوالدين لطفلهما ومواقفهما تجاه طفلهما لإحياء وإعادة إنتاج النرجسية الخاصة بهم. ووفقا لفرويد يجب أن ينظر إلى الحب من الوالدين لطفلهما ومواقفهما تجاه طفلهما هو عملية إحياء وإعادة إنتاج النرجسية الخاصة بهما.

#### جرد الشخصية النرجسية
اولا: حب الذات أي يحب نفسه أكثر من ذلك
ثانيا: استقلالي وغيور واناني ويحب مصلحة شخصية
الثالثا: يرى نفسه أجمل إنسان في العالم

### الدراسات التجريبية
اكتشف علماء النفس في الولايات المتحدة إلى أن أفضل طريقة للتعرف على الشخص النرجسي، هو سؤاله عن ذلك مباشرة.
الاختبار الجديد يتكون من سؤال واحد فقط، توصل إليه علماء النفس بعد أن أجروا 11 اختبارا شارك فيها 2200 متطوعا، حيث اكتشفوا انه يمكن التعرف على الأشخاص الذين يعانون من النرجسية بواسطة السؤال «إلى أي مدى تتفقون مع مقولة: أنا نرجسي؟». بعد ذلك طلب من كل مشارك ان يحدد درجة نرجسيته حسب مقياس من 7 درجات.
ويؤكد علماء النفس، على أن 20 ثانية فقط كافية لتحديد نتيجة الاختبار، في حين يتطلب الاختبار التقليدي الأساسي "Narcissistic Personality Inventory" ما لا يقل عن 20 دقيقة. ويضيفون، طبعا لن يحل الاختبار الجديد محل الاختبار التقليدي الأساسي، ولكنه سيساعد في تحديد الذين يعانون من النرجسية.
ويقول العالم بريد بوشمان من جامعة ولاية أوهايو «الأشخاص الذين على استعداد للاعتراف بنرجسيتهم، يمكن أن يكونوا فعلا كذلك، وهم يفتخرون بذلك، لأنهم لا يعتبرونه شيئا سيئا، ويثقون بأنهم أفضل من الأشخاص المحيطين بهم وهم على استعداد للتصريح بذلك علانية».[بحاجة لمصدر]

## أشكالها
في عام 1993، اقترح جيمس إف ماسترسون فئتين للنرجسية المرضية، افتضاحية ومختزنة